# 第56回ゴールデングローブ賞
56th Golden Globe Awards

1999年1月24日
映画賞（ドラマ部門）:

プライベート・ライアン
映画賞（ミュージカル・コメディ部門）:

恋におちたシェイクスピア
テレビシリーズ賞（ドラマ部門）:

ザ・プラクティス ボストン弁護士ファイル
テレビシリーズ賞（ミュージカル・コメディ部門）:

アリー my Love
第56回ゴールデングローブ賞（だい56かいゴールデングローブしょう）は、1998年の映画とテレビ番組を対象としており、1999年1月24日に発表された。

## 受賞とノミネート一覧

### 映画

#### 主演男優賞（ドラマ部門）
- ジム・キャリー - 『トゥルーマン・ショー』 
  - スティーヴン・フライ - 『オスカー・ワイルド』
  - トム・ハンクス - 『プライベート・ライアン』
  - イアン・マッケラン - 『ゴッド・アンド・モンスター』
  - ニック・ノルティ - 『白い刻印』

#### 主演男優賞（ミュージカル・コメディ部門）
- マイケル・ケイン - 『リトル・ヴォイス』
  - アントニオ・バンデラス - 『マスク・オブ・ゾロ』
  - トム・ハンクス - 『ユー・ガット・メール』
  - ジョン・トラボルタ - 『パーフェクト・カップル』
  - ロビン・ウィリアムズ - 『パッチ・アダムス トゥルー・ストーリー』

#### 主演女優賞（ドラマ部門）
- ケイト・ブランシェット - 『エリザベス』
  - フェルナンダ・モンテネグロ - 『セントラル・ステーション』
  - スーザン・サランドン - 『グッドナイト・ムーン』
  - メリル・ストリープ - 『母の眠り』
  - エミリー・ワトソン - 『ほんとうのジャクリーヌ・デュ・プレ』

#### 主演女優賞（ミュージカル・コメディ部門）
- グウィネス・パルトロー - 『恋におちたシェイクスピア』 
  - キャメロン・ディアス - 『メリーに首ったけ』
  - ジェーン・ホロックス - 『リトル・ヴォイス』
  - クリスティーナ・リッチ - 『熟れた果実』
  - メグ・ライアン - 『ユー・ガット・メール』

#### 監督賞
- スティーヴン・スピルバーグ - 『プライベート・ライアン』
  - シェーカル・カプール - 『エリザベス』
  - ジョン・マッデン - 『恋におちたシェイクスピア』
  - ロバート・レッドフォード - 『モンタナの風に抱かれて』
  - ピーター・ウィアー - 『トゥルーマン・ショー』

#### 作品賞（ドラマ部門）
- 『プライベート・ライアン』
  - 『エリザベス』
  - 『ゴッド・アンド・モンスター』
  - 『モンタナの風に抱かれて』
  - 『トゥルーマン・ショー』

#### 作品賞（ミュージカル・コメディ部門）
- 『恋におちたシェイクスピア』
  - 『マスク・オブ・ゾロ』
  - 『パッチ・アダムス トゥルー・ストーリー』
  - 『メリーに首ったけ』
  - 『ユー・ガット・メール』
  - 『スティル・クレイジー』

#### 外国語映画賞
- 『セントラル・ステーション』・ ブラジル
  - 『セレブレーション』・ デンマーク
  - Men with Guns (Hombres armados)・ アメリカ合衆国
  - The Polish Bride (De Poolse bruid)・ オランダ
  - 『タンゴ』・ アルゼンチン

#### 作曲賞
- 『トゥルーマン・ショー』 - ブルクハルト・ダルウィッツ、フィリップ・グラス
  - 『バグズ・ライフ』 - ランディ・ニューマン
  - 『ムーラン』 - ジェリー・ゴールドスミス
  - 『プリンス・オブ・エジプト』 - スティーヴン・シュワルツ、ハンス・ジマー
  - 『プライベート・ライアン』 - ジョン・ウィリアムズ

#### 歌曲賞
- "The Prayer" - 歌: セリーヌ・ディオン、アンドレア・ボチェッリ - 『キャメロット』
  - "リフレクション（Reflection）" - 『ムーラン』
  - "The Mighty" - 『マイ・フレンド・メモリー』
  - "Uninvited" - 歌: アラニス・モリセット - 『シティ・オブ・エンジェル』
  - "ホエン・ユー・ビリーヴ（When You Believe）" - 歌: ホイットニー・ヒューストン、マライア・キャリー - 『プリンス・オブ・エジプト』
  - "The Flame Still Burns" - クリス・ディフォード、マーティ・フレデリクセン、ミック・ジョーンズ - 『スティル・クレイジー』

#### 脚本賞
- 『恋におちたシェイクスピア』 - マーク・ノーマン、トム・ストッパード
  - 『ブルワース』 - ウォーレン・ベイティ、ジェレミー・ピクサー
  - 『ハピネス』 - トッド・ソロンズ
  - 『プライベート・ライアン』 - ロバート・ロダット
  - 『トゥルーマン・ショー』 - アンドリュー・ニコル

#### 助演男優賞
- エド・ハリス - 『トゥルーマン・ショー』
  - ロバート・デュヴァル - 『シビル・アクション』
  - ビル・マーレイ - 『天才マックスの世界』
  - ジェフリー・ラッシュ - 『恋におちたシェイクスピア』
  - ドナルド・サザーランド - 『ラスト・リミッツ 栄光なきアスリート』
  - ビリー・ボブ・ソーントン - 『シンプル・プラン』

#### 助演女優賞
- リン・レッドグレイヴ - 『ゴッド・アンド・モンスター』
  - キャシー・ベイツ - 『パーフェクト・カップル』
  - ブレンダ・ブレッシン - 『リトル・ヴォイス』
  - ジュディ・デンチ - 『恋におちたシェイクスピア』
  - シャロン・ストーン - 『マイ・フレンド・メモリー』

### テレビ

#### 主演男優賞（ドラマ部門）
- ディラン・マクダーモット - 『ザ・プラクティス ボストン弁護士ファイル』
  - デイヴィッド・ドゥカヴニー - 『Xファイル』
  - アンソニー・エドワーズ - 『ER緊急救命室』
  - ランス・ヘンリクセン - 『ミレニアム』
  - ジミー・スミッツ - 『NYPDブルー』

#### 主演男優賞（ミュージカル・コメディ部門）
- マイケル・J・フォックス - 『スピン・シティ』
  - トーマス・ギブソン - 『ダーマ&グレッグ』
  - ケルシー・グラマー - 『そりゃないぜ!? フレイジャー』
  - ジョン・リスゴー - 3rd Rock from the Sun
  - ジョージ・シーガル - Just Shoot Me!

#### 主演男優賞（ミニシリーズ・テレビ映画部門）
- スタンリー・トゥッチ - 『ザ・ジャーナリスト』
  - ピーター・フォンダ - 『テンペスト』
  - サム・ニール - 『エクスカリバー 聖剣伝説』
  - ビル・パクストン - 『U.S.プラトーン』
  - クリストファー・リーヴ - 『裏窓』
  - パトリック・スチュワート - 『モビー・ディック』

#### 主演女優賞（ドラマ部門）
- ケリー・ラッセル - 『フェリシティの青春』
  - ジリアン・アンダーソン - 『Xファイル』
  - キム・デラニー - 『NYPDブルー』
  - ローマ・ダウニー - Touched by an Angel
  - ジュリアナ・マルグリーズ - 『ER緊急救命室』

#### 主演女優賞（ミュージカル・コメディ部門）
- ジェナ・エルフマン - 『ダーマ&グレッグ』
  - クリスティナ・アップルゲイト - Jesse
  - キャリスタ・フロックハート - 『アリー my Love』
  - ローラ・サン・ジャコモ - Just Shoot Me!
  - サラ・ジェシカ・パーカー - 『セックス・アンド・ザ・シティ』

#### 主演女優賞（ミニシリーズ・テレビ映画部門）
- アンジェリーナ・ジョリー - 『ジーア/悲劇のスーパーモデル』
  - ストッカード・チャニング - The Baby Dance
  - ローラ・ダーン - The Baby Dance
  - アン＝マーグレット - Life of the Party: The Pamela Harriman Story
  - ミランダ・リチャードソン - 『エクスカリバー 聖剣伝説』

#### 作品賞（ドラマ部門）
- 『ザ・プラクティス ボストン弁護士ファイル』
  - 『ER緊急救命室』
  - 『フェリシティの青春』
  - 『ロー&オーダー』
  - 『Xファイル』

#### 作品賞（ミュージカル・コメディ部門）
- 『アリー my Love』
  - 『ダーマ&グレッグ』
  - 『そりゃないぜ!? フレイジャー』
  - Just Shoot Me!
  - 『スピン・シティ』

#### 作品賞（ミニシリーズ・テレビ映画部門）
- 『フロム・ジ・アース/人類、月に立つ』
  - The Baby Dance
  - 『ジーア/悲劇のスーパーモデル』
  - 『エクスカリバー 聖剣伝説』
  - The Temptations

#### 助演男優賞
- ドン・チードル - 『ラット・パック/シナトラとJFK』
- グレゴリー・ペック - 『モビー・ディック』
  - ジョー・マンテーニャ - 『ラット・パック/シナトラとJFK』
  - デヴィッド・スペード - Just Shoot Me!
  - ノア・ワイリー - 『ER緊急救命室』

#### 助演女優賞
- フェイ・ダナウェイ - 『ジーア/悲劇のスーパーモデル』
- カムリン・マンハイム - 『ザ・プラクティス ボストン弁護士ファイル』 
  - ヘレナ・ボナム＝カーター - 『エクスカリバー 聖剣伝説』
  - ジェーン・クラコウスキー - 『アリー my Love』
  - ウェンディ・マリック - Just Shoot Me!
  - スーザン・サリヴァン - 『ダーマ&グレッグ』